# Смелов, Борис Иванович
Бори́с Ива́нович Смело́в, Пти-Борис (13 марта 1951, Ленинград — 18 января 1998, Санкт-Петербург) — советский и российский фотограф, художник. Мастер пейзажа, натюрморта, портрета, певец городской петербургской романтики. Один из основоположников неофициальной советской фотографии 1970-х — 1980-х годов. Оказывал значительное влияние на своих современников — представителей неофициального советского искусства — художественного андерграунда. Имеет массу последователей в современной школе петербургской фотографии, но ни одного ученика. Единственная ученица — Мария Снигиревская, его приёмная дочь — воспитывалась как фотограф под влиянием его творчества.

## Биография
Борис Смелов родился 13 марта 1951 года в Ленинграде. Почти всю жизнь прожил на Васильевском острове. В детстве занимался рисованием. Учился в математической школе. Заинтересовался фотографией в десятилетнем возрасте, обучался во Дворце пионеров у руководителя фотостудии Бориса Ефимовича (Абрама Хаймовича) Ритова. Получал призы на детских конкурсах. Фотографировать осознанно начал в семнадцать лет.
В 1968 году в фотоклубе Выборгского дворца культуры познакомился с Борисом Кудряковым, который ввёл его в круг Константина Кузьминского. В этот период был увлечён Петербургом Достоевского. По просьбе К. Кузьминского снимал портреты неофициальных художников и литераторов.
В 1970—1972 годах учился в ЛИТМО, в 1972—1973 годах — на факультете журналистики в ЛГУ. В 1973 году уволился из издательства «Художник РСФСР», где на должности штатного фотографа его сменила фотограф Ольга Корсунова.
В начале 1970-х, помимо городского пейзажа, жанрового фото и портрета в стал снимать натюрморты из предметов старинного петербургского быта, любовь к которому перешла по наследству от бабушки. В это время у него уже было две камеры — «Leica» и «Rolleiflex». В те годы он не имел личной лаборатории, поэтому проявлял плёнки и печатал свои фото в фотолаборатории Леонида Богданова при ДК пищевиков.
В 1974 году принял участие в первой выставке независимой фотографии «Под парашютом» на квартире Константина Кузьминского, представив 27 фоторабот. Константин Кузьминский придумал для Бориса Смелова и его товарища Бориса Кудрякова прозвища, оставшиеся за ними навсегда — Гран-Борис (Кудряков) и Пти-Борис (Смелов).
В 1976 году в фотоклубе Выборгского ДК Б. Смелов в качестве творческого отчёта выставил 34 фотографии (портрет, пейзаж, жанр, натюрморт). На следующее утро выставка была закрыта, разгорелся скандал. После этого было полностью сменено руководство Выборгского фотоклуба, а Б. Смелов стал если и не диссидентом, то инакомыслящим в фотографии. В связи с этим скандалом всякое участие в официальных выставках для Смелова стало невозможным, поэтому вплоть до перестройки он участвовал только в нелегальных квартирных выставках. В 1977 году он получил Золотую медаль за репортажную серию на 11-м Международном салоне фотоискусства в Бухаресте.
В перестройку у Бориса Смелова началась интенсивная выставочная жизнь. Его выставки проходили в России и за рубежом — в таких странах, как Великобритания, Германия, США, Финляндия, Норвегия и других. В 1991 году он посетил Вашингтон, где участвовал в выставке «Изменяющаяся реальность». В 1990-е годы Б. Смелов много экспериментировал с инфракрасной плёнкой.
Смелов замёрз ночью 18 января 1998 года на Васильевском острове. Причины, по которым он оказался на улице без зимней одежды, не установлены. Похоронен 24 января на Смоленском православном кладбище.

## Персональные выставки
- «Неизвестный Смелов». Арт-Центр «Пушкинская 10», Санкт-Петербург. 2006[3]
- «Борис Смелов. Ретроспектива». Государственный Эрмитаж, Санкт-Петербург. 20.03 — 28.06.2009[4]
- «Борис Смелов. Избранное». Фотография, графика. Галерея «Борей», Санкт-Петербург. 13-31.10.2009[5][6]
- «Петербург Бориса Смелова». Государственный Музей городской скульптуры, Санкт-Петербург. 15.11 — 15.12.2010[7]
- «Борис Смелов. Избранное». Frolov Gallery, Москва, Центр Современного Искусства Винзавод, 14.11.2012 — 10.02.2013[8] (недоступная ссылка)
- «Борис Смелов. Фотограф, влюбленный в Петербург». К 70-летию со дня рождения. Галерея ZERNO (2-я линия В. О., 17). 22.10—13.11.2021

## Авторская книга
- «Борис Смелов. Ретроспектива» (Вступительное слово В. Матвиенко, Губернатора Санкт-Петербурга, М. Б. Пиотровского, Директора Государственного Эрмитажа, В. Ю. Фролова, Президента Фонда Бориса Смелова и включает статьи А. Ипполитова, Д. Гэллоуэя, А. Китаева); Издательство KERBER, Германия (448 страниц, 332 иллюстрации), 2009
- Борис Смелов «Избранное», фотография, графика, каталог выставки, 13-31/Х.09 галерея «Борей» авторы статей: Валерий Вальран, Анатолий Барзах/Аркадий Драгомощенко, Борис Кудряков, Николай Матренин, Валерий Савчук, Александр Секацкий[9].